# Hürtgen
Hürtgen is een plaats in de Duitse gemeente Hürtgenwald, deelstaat Noordrijn-Westfalen, en telt 752 inwoners (31 maart 2021).
Hürtgen ligt aan de Bundesstraße 399, enkele kilometers ten zuidwesten van Kleinhau, waar het gemeentehuis van Hürtgenwald staat. Over deze B 399 rijdt de streekbus naar Düren v.v., die op werkdagen tot 20.00 ieder uur een halte in het dorp aandoet.
Hürtgen ligt in het Hürtgenwald, onderdeel van het Eifelgebergte. Ten westen van Hürtgen, Gey en Großhau ligt een stuwdam, de Wehebachtalsperre, met een groot stuwmeer. Dam en stuwmeer dienen de waterregulatie, drinkwater- en elektriciteitsvoorziening. Het gebied is niet toegankelijk voor andere vormen van toerisme dan wandelen en fietsen op de bij het stuwmeer lopende paden.
In februari 1903 werd driekwart van het dorp door een catastrofale brand verwoest. Ook de kerk en de school brandden af.
In de Tweede Wereldoorlog, tijdens de Slag om het Hürtgenwald, werd het dorp in november 1944 opnieuw bijna geheel verwoest. Amerikaanse troepen veroverden Hürtgen in zware huis-aan-huisgevechten op de Duitsers tussen 26 en 28 november. Verscheidene dorpelingen kwamen hierbij om het leven of raakten gewond. Na de oorlog is het dorp heropgebouwd. De Heilig-Kruiskerk van het dorp was in 1949 herbouwd, de toren dateert van 1966.
Aan de zuidwestelijke rand van Hürtgen ligt de Duitse militaire begraafplaats in Hürtgen.

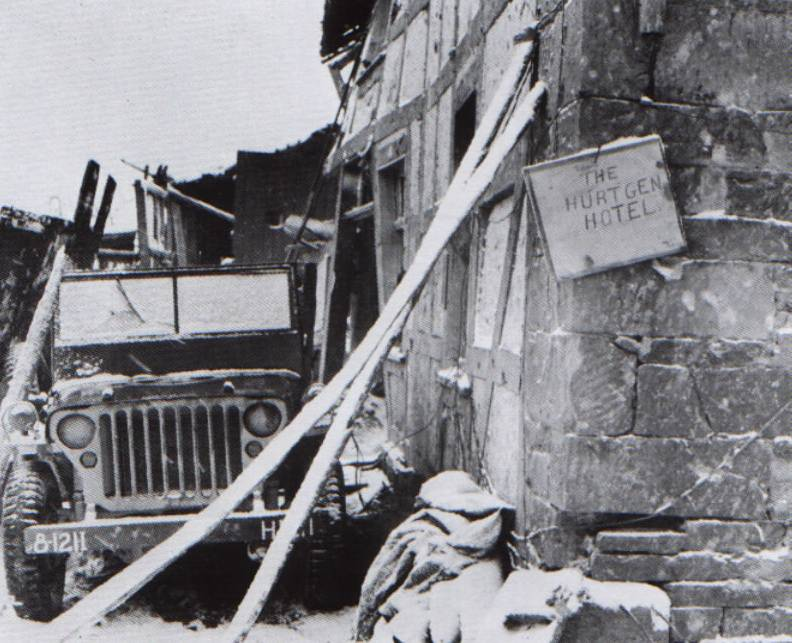
Huis te Hürtgen in Amerikaanse handen tijdens de Slag om het Hürtgenwald
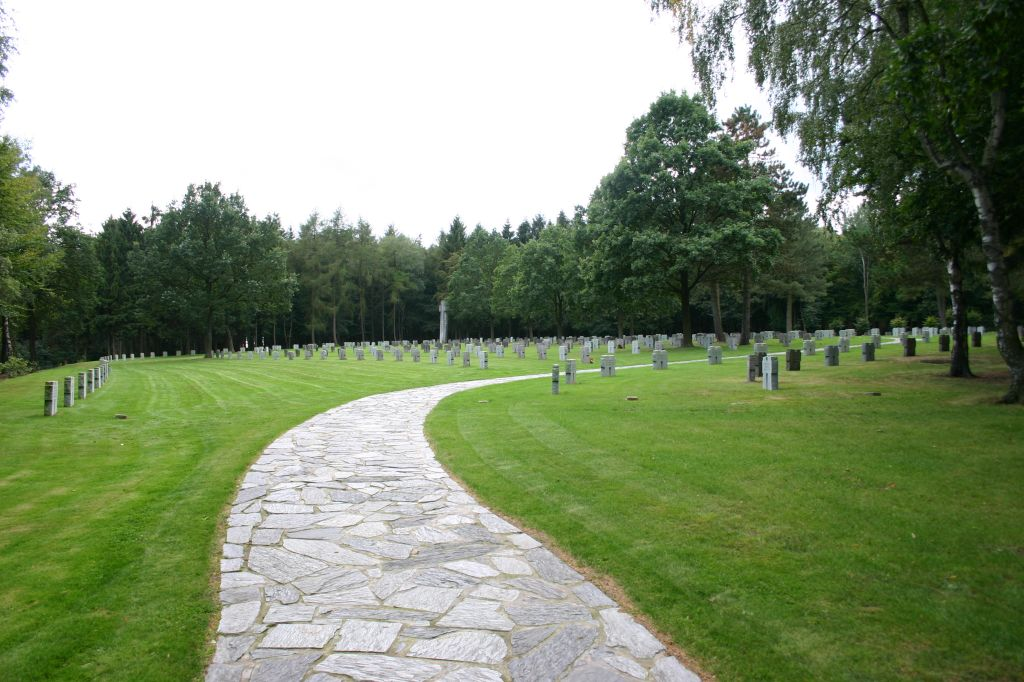
Het oorlogskerkhof van Hürtgen